# Néry
Néry és un municipi francès, situat al departament de l'Oise i a la regió dels Alts de França. L'any 2007 tenia 720 habitants.

## Demografia

### Població
El 2007 la població de fet de Néry era de 720 persones. Hi havia 265 famílies de les quals 41 eren unipersonals (4 homes vivint sols i 37 dones vivint soles), 94 parelles sense fills, 118 parelles amb fills i 12 famílies monoparentals amb fills.
La població ha evolucionat segons el següent gràfic:
Habitants censats

### Habitatges
El 2007 hi havia 301 habitatges, 267 eren l'habitatge principal de la família, 15 eren segones residències i 19 estaven desocupats. 293 eren cases i 7 eren apartaments. Dels 267 habitatges principals, 221 estaven ocupats pels seus propietaris, 39 estaven llogats i ocupats pels llogaters i 7 estaven cedits a títol gratuït; 12 tenien dues cambres, 36 en tenien tres, 68 en tenien quatre i 151 en tenien cinc o més. 205 habitatges disposaven pel capbaix d'una plaça de pàrquing. A 92 habitatges hi havia un automòbil i a 159 n'hi havia dos o més.

### Piràmide de població
La piràmide de població per edats i sexe el 2009 era:
| Homes | Edats   | Dones |
| ----- | ------- | ----- |
| 4     | 95 o +  | 0     |
| 0     | 90 a 94 | 0     |
| 0     | 85 a 89 | 0     |
| 4     | 80 a 84 | 4     |
| 8     | 75 a 79 | 8     |
| 12    | 70 a 74 | 12    |
| 4     | 65 a 69 | 16    |
| 12    | 60 a 64 | 16    |
| 16    | 55 a 59 | 4     |
| 32    | 50 a 54 | 40    |
| 20    | 45 a 49 | 20    |
| 20    | 40 a 44 | 16    |
| 48    | 35 a 39 | 28    |
| 32    | 30 a 34 | 28    |
| 4     | 25 a 29 | 24    |
| 24    | 20 a 24 | 8     |
| 20    | 15 a 19 | 24    |
| 20    | 10 a 14 | 24    |
| 24    | 5 a 9   | 20    |
| 8     | 0 a 4   | 32    |

## Economia
El 2007 la població en edat de treballar era de 486 persones, 373 eren actives i 113 eren inactives. De les 373 persones actives 342 estaven ocupades (187 homes i 155 dones) i 31 estaven aturades (15 homes i 16 dones). De les 113 persones inactives 50 estaven jubilades, 30 estaven estudiant i 33 estaven classificades com a «altres inactius».

### Ingressos
El 2009 a Néry hi havia 253 unitats fiscals que integraven 688 persones, la mediana anual d'ingressos fiscals per persona era de 22.693 €.

### Activitats econòmiques
Dels 18 establiments que hi havia el 2007, 1 era d'una empresa de fabricació d'altres productes industrials, 6 d'empreses de construcció, 3 d'empreses de comerç i reparació d'automòbils, 1 d'una empresa d'hostatgeria i restauració, 1 d'una empresa immobiliària, 1 d'una empresa de serveis, 2 d'entitats de l'administració pública i 3 d'empreses classificades com a «altres activitats de serveis».
Dels 9 establiments de servei als particulars que hi havia el 2009, 2 eren paletes, 2 guixaires pintors, 1 lampisteria, 2 empreses de construcció i 2 perruqueries.
L'únic establiment comercial que hi havia el 2009 era una botiga de roba.
L'any 2000 a Néry hi havia 10 explotacions agrícoles que ocupaven un total de 833 hectàrees.

## Equipaments sanitaris i escolars
El 2009 hi havia 1 escola maternal i 1 escola elemental.

## Poblacions més properes
El següent diagrama mostra les poblacions més properes.